# Ulysse Adjagba
Ulysse Adjagba, né le 27 mars 1993 à Versailles (France), est un joueur de basket-ball français. Il mesure 1,83 m et évolue aux postes de meneur et d'arrière.

## Biographie
Durant l'été 2014, il rejoint Aix-Maurienne pour un an. Au début du mois de novembre 2014, il se rompt les ligaments de la cheville et doit manquer une partie de la saison.
Le 25 juin 2015, il décide de rester à Aix-Maurienne. En janvier 2016, il se rompt les ligaments de l'auriculaire de la main droite et manque deux mois de compétition.
Le 29 juillet 2016, il s'engage avec le GET Vosges qui évolue en Nationale 1.
A la fin de la saison 2016-2017, il annonce l'arrêt de sa carrière professionnelle à 24 ans.

## Clubs
- 2008-2011 :  Centre Fédéral (Nationale 1)
- 2011-2013 :  Chalon-sur-Saône (Espoirs et Pro A)
- 2013-2016 :  Aix-Maurienne (Pro B puis Nationale 1)
- 2016-2017 :  GET Vosges (Nationale 1)

## Palmarès
- Champion de France en 2012[9].
- Vainqueur de la Coupe de France 2012[10].
- Vainqueur de la Semaine des As 2012[11].
- Champion de France espoirs en 2013[12].
- Vainqueur du Trophée du Futur en 2013[13].